# San Pedro de las Dueñas (Segovia)
San Pedro de las Dueñas es un despoblado español situado en el término municipal de Lastras del Pozo, en la provincia de Segovia, comunidad autónoma de Castilla y León, España. En 2021 contaba con 2 habitantes pero en 2022 no había ninguno.

## Historia
Limita con las localidades de Colina (municipio de Segovia) y Guijasalbas (municipio de Valdeprados).
Perteneció a la Comunidad de Ciudad y Tierra de Segovia, estando encuadrada dentro del Sexmo de San Millán, y se situaba a 19 kilómetros al suroeste de la ciudad de Segovia.
Se conservan los restos de lo que fue iglesia del antiguo monasterio de San Pedro de las Dueñas, una abadía de monjas dominicas fundada en el segundo tercio del siglo XIV por Lope de Barrientos, obispo de Segovia. Se situaba en la ribera del río Moros, y su fábrica corresponde al arte mudéjar. Fue exclaustrada por la desamortización.
En 1995 Leopoldo Fernández Pujals creó en esta localidad despoblado la Yeguada Centurión, la mayor yeguada de caballos de pura raza española.